# Martynas Švėgžda von Bekker

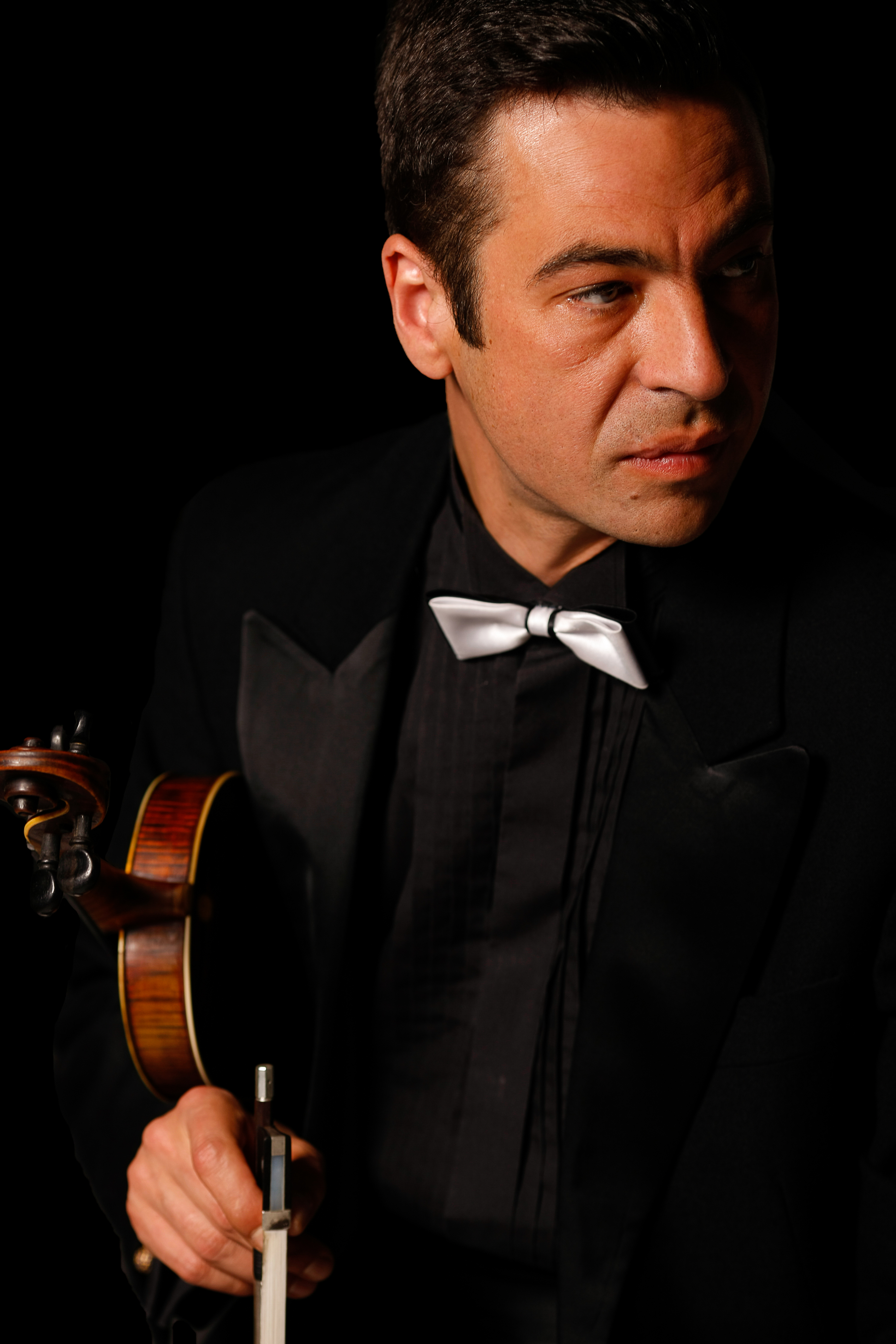
Martynas Švėgžda von Bekker

Martynas Švėgžda von Bekker (lituanisiert auch Martynas Švėgžda von Bekkeris, * 1967 in Vilnius) ist ein litauischer Geiger und Musikpädagoge.

## Leben und Wirken
Martynas Švėgžda von Bekker erhielt im Alter von sechs Jahren seinen ersten Geigenunterricht bei seiner Großmutter Elena Strazdas-Bekeriene, einer Schülerin von Leopold Auer, Jan Mařák und Jacques Thibaud. Sein erstes Rezital gab er im Alter von sieben Jahren und konzertierte mit elf Jahren mit dem Vilnius Symphonie Orchester.
Ab 1973 absolvierte er Nationale Mikalojus-Konstantinas-Čiurlionis-Kunstschule und studierte anschließend von 1986 bis 1989 an der Litauischen Musik- und Theaterakademie bei Raimundas Katlius. In den folgenden Jahren wurde er unter anderem von Igor Oistrach, Boris Garlitsky, Volker Banfield, Ralf Gothóni und Detlef Kraus unterrichtet und setzte 1996 sein Studium an der Hochschule für Musik und Theater Hamburg bei Mark Lubotsky fort, wo er das Konzertexamen ablegte.
Seit 1990 konzertierte von Bekker als Solist und Kammermusiker europaweit, in den USA und in Asien. 1991 bis 1997 spielte er gemeinsam im Klaviertrio Coloris und gewann mit dem Trio 1. Preise beim Wettbewerb der Elise-Meyer-Stiftung und beim Zweiten Hausmann Musikwettbewerb in Hamburg. Mit dem Symphonieorchester der Musikhochschule Hamburg spielte er 1993 die Uraufführung des 1. Konzerts für Violine und Orchester von Alfred-Schnittke.
Von Bekker trat unter anderem mit folgenden Orchestern auf: den Berliner Symphonikern, dem Georgischen Staatlichen Symphonieorchester, dem Litauischen Nationalen Symphonieorchester, dem Litauischen Kammerorchester, dem Kammerorchester Klaipėda, den Hamburger Symphonikern und der Neuen Philharmonie Hamburg sowie mit Orchestern in Finnland und Indonesien. Er konzertierte dabei gemeinsam mit Künstlern wie Hans-Dieter Baum, Igor Uryash, Nikolai Lugansky, Detlef Kraus, Yuri Mazurkevich, Duncan McTier und George Tchitchinadze, unter anderem in der Laeiszhalle Hamburg, dem Schauspielhaus Berlin, bei der UNESCO in Paris und in der Tchaïkovsky Concert Hall in Moskau und bei verschiedenen Musikfestivals.
2001 gründete und leitete er die internationalen und interdisziplinären „Alternative Classical Music Festivals“ in Litauen, die bis 2011 stattfanden, wo er auch Meisterkurse gab. 2015 erfolgte die von ihm initiierte Gründung der interdisziplinären Kunstakademie „Alternative Academy of Arts“ in Hamburg.
Von 2003 bis 2017 war von Bekker Dozent an der Litauischen Musik- und Theaterakademie. Von 2009 bis 2010 war er in Boston Fulbright Scholar Dozent an der Boston University College of Fine Arts, School of Music. Seit 2016 lehrt er als Dozent am Hamburger Johannes-Brahms-Konservatorium.
Von Bekker wirkt ebenfalls als Komponist.

## Preise (Auswahl)
- 1983: 4. Preis beim Internationalen Wettbewerb für Violine von Jaroslav Kozian in Tschechien[1]
- 1984: 2. Preis beim Litauischen Jugendwettbewerb
- 1990: 3. Preis beim Internationalen Johannes Brahms-Wettbewerb[1]

## Diskografie
- 1991: Klaviertrios von D. Schostakowitsch und F. Mendelssohn-Bartholdy (Polygram, Deutschland)
- 1997: Werke für Violine solo von Litauischen Komponisten (Dante, Frankreich)
- 1998: Romantische Miniaturen für Violine und Klavier (Japis, Island)
- 2005: Autorenwerke Miniaturen Zyklus für Violine solo ‚Le son et le parole‘ (MSVB, Litauen)
- 2007: Major Minor, Doppelkonzerte für Violine und Viola von I. J. Pleyel und C. Stamitz (Litauischer Rundfunk)
- 2008: In Extremis, F. Latėnas Piano Trio (Kultusministerium, Litauen)
- 2012: Meditatio, Stücke von J. S. Bach, N. Paganini, W. H. Ernst, E. Ysaÿe und M. Švėgžda v. Bekker (MSVB, Litauen)
- 2017: Lithuanian XXI cent. Expressions for Violin. Werke für Violine solo von Litauischen Komponisten (MSVB, Litauen)